# Salix reichartii
Salix reichartii är en videväxtart som beskrevs av Kern.. Salix reichartii ingår i släktet viden, och familjen videväxter. Inga underarter finns listade i Catalogue of Life.